# Sintesi narrativa
La sintesi narrativa è uno strumento di ricerca secondario. Consiste in un processo di revisione degli studi (con dati primari) che ne esplora il significato e l'eterogeneità in termini descrittivi.
Fasi principali della ricerca:
1. Definizione chiara della domanda di ricerca
2. Determinazione degli studi che necessitano di essere individuati per rispondere alla domanda di ricerca
3. Revisione esaustiva della letteratura (con attenzione alle fonti) per individuare gli studi
4. "Screen" dei risultati della ricerca (titoli, abstract, full text)
5. Valutazione critica degli studi (griglie e schede di valutazione)
6. Sintesi degli studi e valutazione dell'eterogeneità in termini di risultati

Un esempio di sintesi narrativa è la ricerca svolta in Inghilterra sul Neighborhood watch and crime che dimostrava una riduzione del crimine nelle zone dove i vicini si "osservavano" (controllavano) di più a Londra.